# Actinoscyphia plebeia
Actinoscyphia plebeia is een zeeanemonensoort uit de familie Actinoscyphiidae.
Actinoscyphia plebeia is voor het eerst wetenschappelijk beschreven door McMurrich in 1893.